# Johann Philipp Abelin
Johann Philipp Abelin (Strasburgo, ... – 1637 circa) è stato uno scrittore tedesco.
Compilatore di opere cosmografiche, spesso firmandosi con degli pseudonimi sempre diversi, iniziò la cronistoria Theatrum Europaeum continuazione di una sua cronistoriografia.

## Opere
- 1631 – Arma Suecica (con lo pseudonimo di Philippus Arlanibaeus)
- 1632 – Inventarium Sueciae (con lo pseudonimo di Johann Ludwig Gottfried)
- 1633 – Historiche Cronik